# Classement mondial UCI
Le Classement mondial UCI (UCI World Ranking en anglais) est un classement utilisé par l'Union cycliste internationale depuis le 10 janvier 2016, pour classer les coureurs cyclistes sur route masculins. Il tient compte des résultats des 52 dernières semaines selon un barème précis et prend en compte l'ensemble des courses du calendrier international route UCI. Un classement par pays est également créé en 2016, puis un classement par équipes en 2019.

## Création
Le 8 janvier 2015, l'UCI annonce que les classements UCI World Tour individuel et par nations disparaissent (en revanche le calendrier existe toujours), au profit d'un classement UCI Mondial prenant en compte les courses World Tour, les courses des circuits continentaux et les courses du calendrier espoir. Ce nouveau classement est roulant sur 52 semaines, à la manière du classement ATP par exemple. L'AIGCP s'est déclarée mécontente de ce changement de règlement. L'UCI répond que cette réforme sera bien appliquée, mais promet de « prendre en compte les opinions, les commentaires et les observations de toutes les parties prenantes du cyclisme concernant ces classements », afin de pouvoir « évaluer le nouveau système et surtout pour envisager les améliorations nécessaires ou les ajustements à faire pour 2016 ». Finalement, l'UCI repousse à 2016 la mise en place du classement mondial et conserve le barème du World Tour pour 2015. Le but est de proposer un nouveau classement avec un barème créé en concertation avec les différentes parties du monde cyclisme.
L'UCI annonce le 24 décembre 2015, le lancement du nouveau classement mondial UCI en parallèle au classement World Tour. Ce classement ne se limite pas au statut des équipes et des coureurs et prend en compte l'ensemble du calendrier international, comme cela était le cas de 1984 à 2004.
Le 9 novembre 2016, l'UCI annonce que le classement mondial UCI et le classement World Tour utiliseront dorénavant le même barème.
En 2019, pour simplifier le suivi, les classements World Tour (individuel et par équipes) disparaissent définitivement au profit du classement mondial UCI, qui se voit donc doté pour la première fois d'un classement mondial par équipes. De plus, le classement individuel est également décomposé en deux classements annexes, l'un affichant les points obtenus sur les seules courses d'un jour, l'autre affichant les points obtenus sur les courses par étapes uniquement.
En 2020, le classement par équipes change de mode de calcul, puisqu'il n'est plus roulant sur 52 semaines, mais il est remis à zéro au début de chaque saison. En raison de la pandémie de Covid-19, le classement n'est pas calculé entre le 17 mars et le 4 août 2020.

## Fonctionnement
Règlement complet
| Classement                         | Description |
| ---------------------------------- | --- |
| Classement mondial UCI individuel  | Ce système de classement est calculé une fois par semaine, chaque mardi. Il prend en compte les résultats des 52 dernières semaines. Le classement à la fin de l'année civile permet de désigner le vainqueur annuel. Contrairement aux systèmes de classement précédents, ce classement comprend tous les coureurs masculins, du World Tour jusqu'au coureur de la catégorie des moins de 23 ans. Les hommes élite et moins de 23 ans figurent dans le même classement, les coureurs de moins de 23 ans sont identifiés par un signe distinctif. Les points sont attribués sur toutes les courses allant de niveau World Tour aux catégories 1,2 et 2,2. À partir de 2019, ce classement est également décomposé en deux classements annexes, l'un affichant les points obtenus sur les seules courses d'un jour, l’autre affichant les points obtenus sur les courses par étapes uniquement. En 2023, un nouveau barème est adopté, valorisant les grands tours et les monuments. |
| Classement mondial UCI par équipes | En 2019, le classement mondial UCI par équipes est établi sur la base des points obtenus par les dix premiers coureurs de chaque équipes au classement mondial UCI individuel. À partir de 2020, il prend en compte le total des points des 10 meilleurs coureurs de chaque équipe obtenus depuis le début de la saison. Il n'est donc plus roulant sur 52 semaines. À partir de 2023, il prend en compte le total des points des 20 meilleurs coureurs de chaque équipe. |
| Classement mondial UCI par nations | Le classement mondial UCI par nations est également roulant sur 52 semaines. Il est établi sur la base des points obtenus par les huit premiers coureurs de chaque nation au classement mondial UCI individuel. |
| Classements continentaux           | Pour chaque circuit continental, un classement individuel, un classement par équipes et un classement par nations est calculé. Le classement individuel est calculé chaque semaine et il est roulant sur 52 semaines. Les coureurs sont classés au classement individuel du continent de leur nationalité et ne peuvent donc figurer dans le classement que d'un seul continent. De plus, c'est le classement mondial UCI qui est pris en compte et non plus uniquement les points acquis sur les épreuves des différents circuits continentaux. |

## Barème actuel

### Classement individuel
Le classement est mis à jour chaque mardi à 2 heures CET et comprend les résultats enregistrés jusqu'à cet horaire. À noter que le classement ne prend en compte qu'un championnat du monde et continental. Si un de ces championnats est organisé avant ou après les 52 semaines suivant la précédente édition, seule l'édition la plus récente est prise en compte. Dans le cas où un championnat n'est pas organisé durant une saison, alors les points sont valables 52 semaines.
Les grands tours sont les épreuves qui attribuent le plus grand nombre de points.
|          | UCI WorldTour  | UCI WorldTour                | UCI WorldTour | UCI WorldTour | UCI WorldTour | UCI WorldTour | Circuits continentaux | Circuits continentaux | Circuits continentaux     | Circuits continentaux | Circuits continentaux | Circuits continentaux |
| Position | Tour de France | Tour d'Italie Tour d'Espagne | Monuments     | Catégorie 4   | Catégorie 5   | Catégorie 6   | ProSeries             | 1.1 et 2.1            | 1.2 et 2.2 Jeux régionaux | 1.2U et 2.2U          | Coupe des nations U23 |                       |
| 1        | 1 300          | 1 100                        | 800           | 500           | 400           | 300           | 200                   | 125                   | 40                        | 30                    | 70                    |                       |
| 2        | 1 040          | 885                          | 640           | 400           | 320           | 250           | 150                   | 85                    | 30                        | 25                    | 55                    |                       |
| 3        | 880            | 750                          | 520           | 325           | 260           | 215           | 125                   | 70                    | 25                        | 20                    | 40                    |                       |
| 4        | 750            | 600                          | 440           | 275           | 220           | 175           | 100                   | 60                    | 20                        | 15                    | 30                    |                       |
| 5        | 620            | 495                          | 360           | 225           | 180           | 120           | 85                    | 50                    | 15                        | 10                    | 25                    |                       |
| 6        | 520            | 415                          | 280           | 175           | 140           | 115           | 70                    | 40                    | 10                        | 5                     | 20                    |                       |
| 7        | 425            | 340                          | 240           | 150           | 120           | 95            | 60                    | 35                    | 5                         | 3                     | 15                    |                       |
| 8        | 360            | 285                          | 200           | 125           | 100           | 75            | 50                    | 30                    | 3                         | 1                     | 10                    |                       |
| 9        | 295            | 235                          | 160           | 100           | 80            | 60            | 40                    | 25                    | 3                         | 1                     | 5                     |                       |
| 10       | 230            | 180                          | 135           | 85            | 68            | 50            | 35                    | 20                    | 3                         | 1                     | 3                     |                       |
| 11       | 190            | 155                          | 110           | 70            | 56            | 40            | 30                    | 15                    |                           |                       |                       |                       |
| 12       | 165            | 130                          | 95            | 60            | 48            | 35            | 25                    | 10                    |                           |                       |                       |                       |
| 13       | 140            | 110                          | 85            | 50            | 40            | 30            | 20                    | 5                     |                           |                       |                       |                       |
| 14       | 110            | 90                           | 65            | 40            | 32            | 25            | 15                    | 5                     |                           |                       |                       |                       |
| 15       | 100            | 80                           | 55            | 35            | 28            | 20            | 10                    | 5                     |                           |                       |                       |                       |
| 16       | 90             | 75                           | 50            | 30            | 24            | 20            | 5                     | 3                     |                           |                       |                       |                       |
| 17       | 85             | 70                           | 50            | 30            | 24            | 20            | 5                     | 3                     |                           |                       |                       |                       |
| 18       | 80             | 60                           | 50            | 30            | 24            | 20            | 5                     | 3                     |                           |                       |                       |                       |
| 19       | 70             | 55                           | 50            | 30            | 24            | 20            | 5                     | 3                     |                           |                       |                       |                       |
| 20       | 60             | 50                           | 50            | 30            | 24            | 20            | 5                     | 3                     |                           |                       |                       |                       |
| 21       | 50             | 50                           | 30            | 20            | 16            | 12            | 5                     | 3                     |                           |                       |                       |                       |
| 22       | 50             | 50                           | 30            | 20            | 16            | 12            | 5                     | 3                     |                           |                       |                       |                       |
| 23       | 50             | 50                           | 30            | 20            | 16            | 12            | 5                     | 3                     |                           |                       |                       |                       |
| 24       | 50             | 50                           | 30            | 20            | 16            | 12            | 5                     | 3                     |                           |                       |                       |                       |
| 25       | 50             | 50                           | 30            | 20            | 16            | 12            | 5                     | 3                     |                           |                       |                       |                       |
| 26       | 40             | 30                           | 30            | 20            | 16            | 12            | 5                     |                       |                           |                       |                       |                       |
| 27       | 40             | 30                           | 30            | 20            | 16            | 12            | 5                     |                       |                           |                       |                       |                       |
| 28       | 40             | 30                           | 30            | 20            | 16            | 12            | 5                     |                       |                           |                       |                       |                       |
| 29       | 40             | 30                           | 30            | 20            | 16            | 12            | 5                     |                       |                           |                       |                       |                       |
| 30       | 40             | 30                           | 30            | 20            | 16            | 12            | 5                     |                       |                           |                       |                       |                       |
| 31-40    | 35             | 25                           | 15            | 10            | 8             | 5             | 3                     |                       |                           |                       |                       |                       |
| 41-50    | 25             | 20                           | 15            | 10            | 8             | 5             |                       |                       |                           |                       |                       |                       |
| 51-55    | 20             | 15                           | 10            | 5             | 4             | 2             |                       |                       |                           |                       |                       |                       |
| 56-60    | 15             | 10                           | 5             | 3             | 2             | 1             |                       |                       |                           |                       |                       |                       |

#### Prologue et étapes
| Position | Tour de France | Tour d'Italie Tour d'Espagne | Catégorie 4 | Catégorie 5 | Catégorie 6 | ProSeries | 2.1 | 2.2 | 2.2U | Coupe des nations U23 |
| -------- | -------------- | ---------------------------- | ----------- | ----------- | ----------- | --------- | --- | --- | ---- | --------------------- |
| 1        | 210            | 180                          | 60          | 50          | 40          | 20        | 14  | 7   | 3    | 12                    |
| 2        | 150            | 130                          | 40          | 30          | 25          | 15        | 5   | 3   | 1    | 8                     |
| 3        | 110            | 95                           | 30          | 25          | 20          | 10        | 3   | 1   |      | 4                     |
| 4        | 90             | 80                           | 25          | 20          | 15          | 5         |     |     |      |                       |
| 5        | 70             | 60                           | 20          | 15          | 10          | 3         |     |     |      |                       |
| 6        | 55             | 45                           | 15          | 10          | 8           |           |     |     |      |                       |
| 7        | 45             | 40                           | 10          | 8           | 6           |           |     |     |      |                       |
| 8        | 40             | 35                           | 8           | 6           | 3           |           |     |     |      |                       |
| 9        | 35             | 30                           | 5           | 3           | 2           |           |     |     |      |                       |
| 10       | 30             | 25                           | 2           | 1           | 1           |           |     |     |      |                       |
| 11       | 25             | 20                           |             |             |             |           |     |     |      |                       |
| 12       | 20             | 15                           |             |             |             |           |     |     |      |                       |
| 13       | 15             | 10                           |             |             |             |           |     |     |      |                       |
| 14       | 10             | 5                            |             |             |             |           |     |     |      |                       |
| 15       | 5              | 2                            |             |             |             |           |     |     |      |                       |

#### Classements annexes des grands tours
| Position | Tour de France | Tour d'Italie Tour d'Espagne |
| -------- | -------------- | ---------------------------- |
| 1        | 210            | 180                          |
| 2        | 150            | 130                          |
| 3        | 110            | 95                           |

#### Port du maillot de leader
|                 | Tour de France | Tour d'Italie Tour d'Espagne | Catégorie 4 | Catégorie 5 | Catégorie 6 | ProSeries | 2.1 | 2.2 | 2.1U et 2.2U | NCup |
| --------------- | -------------- | ---------------------------- | ----------- | ----------- | ----------- | --------- | --- | --- | ------------ | ---- |
| Points par jour | 25             | 20                           | 10          | 8           | 6           | 5         | 3   | 1   | 1            | 1    |

#### Points pour les championnats et Jeux olympiques
|          | Championnats du monde Jeux olympiques | Championnats du monde Jeux olympiques | Championnats du monde U23 | Championnats du monde U23 | Championnats continentaux Jeux continentaux | Championnats continentaux Jeux continentaux | Championnats continentaux U23 | Championnats continentaux U23 | Championnats nationaux | Championnats nationaux | Championnats nationaux | Championnats nationaux |
| Position | Course en ligne                       | Contre-la-montre                      | Course en ligne           | Contre-la-montre          | Course en ligne                             | Contre-la-montre                            | Course en ligne               | Contre-la-montre              | Course en ligne - A    | Contre-la-montre - A   | Course en ligne - B    | Contre-la-montre - B   |
| 1        | 900                                   | 455                                   | 200                       | 125                       | 250                                         | 70                                          | 70                            | 25                            | 100                    | 50                     | 50                     | 25                     |
| 2        | 715                                   | 325                                   | 150                       | 85                        | 200                                         | 55                                          | 55                            | 20                            | 75                     | 30                     | 30                     | 15                     |
| 3        | 600                                   | 260                                   | 125                       | 70                        | 150                                         | 40                                          | 40                            | 15                            | 60                     | 20                     | 20                     | 10                     |
| 4        | 490                                   | 195                                   | 100                       | 60                        | 125                                         | 30                                          | 30                            | 10                            | 50                     | 15                     | 15                     | 5                      |
| 5        | 410                                   | 165                                   | 85                        | 50                        | 100                                         | 25                                          | 25                            | 5                             | 40                     | 10                     | 10                     | 3                      |
| 6        | 340                                   | 130                                   | 70                        | 40                        | 85                                          | 20                                          | 20                            | 3                             | 30                     | 5                      | 5                      |                        |
| 7        | 265                                   | 110                                   | 60                        | 35                        | 70                                          | 15                                          | 25                            |                               | 20                     | 3                      | 3                      |                        |
| 8        | 225                                   | 90                                    | 50                        | 30                        | 60                                          | 10                                          | 10                            | 10                            |                        | 3                      | 3                      |                        |
| 9        | 190                                   | 80                                    | 40                        | 25                        | 50                                          | 5                                           | 5                             | 5                             | 1                      | 1                      |                        |                        |
| 10       | 150                                   | 65                                    | 35                        | 15                        | 40                                          | 3                                           | 3                             | 3                             | 1                      | 1                      |                        |                        |
| 11       | 130                                   | 55                                    | 30                        | 10                        | 30                                          |                                             |                               | 3                             |                        |                        |                        |                        |
| 12       | 105                                   | 40                                    | 25                        | 48                        | 25                                          | 1                                           |                               |                               |                        |                        |                        |                        |
| 13       | 90                                    | 30                                    | 20                        | 5                         | 20                                          | 1                                           |                               |                               |                        |                        |                        |                        |
| 14       | 75                                    | 25                                    | 15                        | 5                         | 15                                          | 1                                           |                               |                               |                        |                        |                        |                        |
| 15       | 60                                    | 20                                    | 10                        | 5                         | 10                                          | 1                                           |                               |                               |                        |                        |                        |                        |
| 16       | 50                                    | 15                                    | 5                         | 3                         | 5                                           |                                             |                               |                               |                        |                        |                        |                        |
| 17-18    | 45                                    | 10                                    | 5                         | 3                         | 5                                           |                                             |                               |                               |                        |                        |                        |                        |
| 19-20    | 45                                    | 5                                     | 5                         | 3                         |                                             |                                             |                               |                               |                        |                        |                        |                        |
| 21       | 45                                    | 3                                     | 5                         |                           |                                             |                                             |                               |                               |                        |                        |                        |                        |
| 22-25    | 30                                    | 3                                     | 5                         |                           |                                             |                                             |                               |                               |                        |                        |                        |                        |
| 26-30    | 30                                    | 3                                     | 5                         |                           |                                             |                                             |                               |                               |                        |                        |                        |                        |
| 31       | 30                                    | 3                                     |                           |                           |                                             |                                             |                               |                               |                        |                        |                        |                        |
| 32-36    | 15                                    | 3                                     |                           |                           |                                             |                                             |                               |                               |                        |                        |                        |                        |

### Classements par équipes et par nations
Le classement mondial UCI par équipes est établi sur la base des points obtenus depuis le début de la saison par les vingt meilleurs coureurs de chaque équipe.
Le classement mondial UCI par nations est roulant sur 52 semaines. Il est établi sur la base des points obtenus par les huit premiers coureurs de chaque nation au classement  mondial UCI individuel. Un classement par nations est spécifique aux coureurs de moins de 23 ans, bien qu'ils figurent également dans le classement par nations. En cas d'égalité de points, le critère de départage est le nombre de 1re, 2e, puis 3e, etc. places obtenu par les coureurs pris en compte pour chaque nations.

## Classements actuels
| Classement UCI (individuel) au 22 avril 2025 | Classement UCI (individuel) au 22 avril 2025 | Classement UCI (individuel) au 22 avril 2025 | Classement UCI (individuel) au 22 avril 2025 | Classement UCI (individuel) au 22 avril 2025 | Classement UCI (individuel) au 22 avril 2025 | Classement UCI (individuel) au 22 avril 2025 |
| #                                            | Coureur                                      | Pays                                         | Équipe                                       | Points                                       | Précédent                                    | Évolution                                    |
| -------------------------------------------- | -------------------------------------------- | -------------------------------------------- | -------------------------------------------- | -------------------------------------------- | -------------------------------------------- | -------------------------------------------- |
| 1                                            | Tadej Pogačar                                | Slovénie                                     | UAE Emirates XRG                             | 13250                                        | 1                                            | en stagnation                                |
| 2                                            | Remco Evenepoel                              | Belgique                                     | Soudal Quick-Stepl                           | 5569                                         | 2                                            | en stagnation                                |
| 3                                            | Mathieu van der Poel                         | Pays-Bas                                     | Alpecin-Deceuninck                           | 4223                                         | 3                                            | en stagnation                                |
| 4                                            | Primož Roglič                                | Slovénie                                     | Red Bull-Bora-Hansgrohe                      | 3855                                         | 4                                            | en stagnation                                |
| 5                                            | Wout van Aert                                | Belgique                                     | Visma-Lease a Bike                           | 3773                                         | 9                                            | +4                                           |
| 6                                            | Ben O'Connor                                 | Australie                                    | Team Jayco AlUla                             | 3542.81                                      | 6                                            | en stagnation                                |
| 7                                            | Biniam Girmay                                | Érythrée                                     | Intermarché-Wanty                            | 3370                                         | 7                                            | en stagnation                                |
| 8                                            | Mads Pedersen                                | Danemark                                     | Lidl-Trek                                    | 3365.57                                      | 8                                            | en stagnation                                |
| 9                                            | Enric Mas                                    | Espagne                                      | Movistar Team                                | 3295                                         | 10                                           | +1                                           |
| 10                                           | Marc Hirschi                                 | Suisse                                       | Tudor Pro Cycling Team                       | 3184                                         | 5                                            | -5                                           |

| Classement UCI (par équipes) au 22 avril 2025 | Classement UCI (par équipes) au 22 avril 2025 | Classement UCI (par équipes) au 22 avril 2025 | Classement UCI (par équipes) au 22 avril 2025 | Classement UCI (par équipes) au 22 avril 2025 |
| #                                             | Pays                                          | Points                                        | Précédent                                     | Évolution                                     |
| --------------------------------------------- | --------------------------------------------- | --------------------------------------------- | --------------------------------------------- | --------------------------------------------- |
| 1                                             | UAE Team Emirates XRG                         | 11199.42                                      | 1                                             | en stagnation                                 |
| 2                                             | Lidl-Trek                                     | 7551.01                                       | 2                                             | en stagnation                                 |
| 3                                             | XDS Astana Team                               | 5749.66                                       | 3                                             | en stagnation                                 |
| 4                                             | Team Visma-Lease a Bike                       | 5733.85                                       | 4                                             | en stagnation                                 |
| 5                                             | Alpecin-Deceuninck                            | 5211                                          | 5                                             | en stagnation                                 |
| 6                                             | Ineos Grenadiers                              | 4915.6                                        | 6                                             | en stagnation                                 |
| 7                                             | Soudal Quick-Step                             | 4699.45                                       | 8                                             | +1                                            |
| 8                                             | Red Bull-Bora-Hansgrohe                       | 4172.55                                       | 7                                             | -1                                            |
| 9                                             | Uno-X Mobility                                | 3662                                          | 10                                            | +1                                            |
| 10                                            | Movistar Team                                 | 3585.26                                       | 9                                             | -1                                            |

| Classement UCI (par pays) au 22 avril 2025 | Classement UCI (par pays) au 22 avril 2025 | Classement UCI (par pays) au 22 avril 2025 | Classement UCI (par pays) au 22 avril 2025 | Classement UCI (par pays) au 22 avril 2025 |
| #                                          | Pays                                       | Points                                     | Précédent                                  | Évolution                                  |
| ------------------------------------------ | ------------------------------------------ | ------------------------------------------ | ------------------------------------------ | ------------------------------------------ |
| 1                                          | Belgique                                   | 21612.72                                   | 1                                          | en stagnation                              |
| 2                                          | Slovénie                                   | 18833.14                                   | 2                                          | en stagnation                              |
| 3                                          | Espagne                                    | 15227.43                                   | 3                                          | en stagnation                              |
| 4                                          | Italie                                     | 13270.53                                   | 4                                          | en stagnation                              |
| 5                                          | Danemark                                   | 12493.62                                   | 5                                          | en stagnation                              |
| 6                                          | Australie                                  | 11232.19                                   | 6                                          | en stagnation                              |
| 7                                          | Pays-Bas                                   | 11203.29                                   | 7                                          | en stagnation                              |
| 8                                          | France                                     | 11163.85                                   | 8                                          | en stagnation                              |
| 9                                          | Grande-Bretagne                            | 10291.86                                   | 9                                          | en stagnation                              |
| 10                                         | États-Unis                                 | 9359.49                                    | 10                                         | en stagnation                              |

## Chronologie des numéros 1
Ci-dessous le détail des numéros un depuis la 1re publication du classement UCI :
| #  | Coureur            | Début      | Fin        | Semaine(s)          |
| -- | ------------------ | ---------- | ---------- | ------------------- |
| 1  | Jason Christie     | 10/01/2016 | 23/01/2016 | 2                   |
| 2  | Simon Gerrans      | 24/01/2016 | 12/03/2016 | 7                   |
| 3  | Richie Porte       | 13/03/2016 | 20/03/2016 | 1                   |
| 4  | Greg Van Avermaet  | 21/03/2016 | 27/03/2016 | 1                   |
| 5  | Peter Sagan        | 28/03/2016 | 08/04/2017 | 54                  |
| 6  | Greg Van Avermaet  | 09/04/2017 | 03/03/2018 | 47                  |
| 7  | Christopher Froome | 04/03/2018 | 14/04/2018 | 6                   |
| 8  | Peter Sagan        | 15/04/2018 | 26/05/2018 | 6                   |
| 9  | Christopher Froome | 27/05/2018 | 21/07/2018 | 8                   |
| 10 | Peter Sagan        | 22/07/2018 | 22/09/2018 | 9                   |
| 11 | Alejandro Valverde | 23/09/2018 | 23/03/2019 | 26                  |
| 12 | Julian Alaphilippe | 24/03/2019 | 14/09/2019 | 25                  |
| 13 | Primož Roglič      | 15/09/2019 | 26/10/2020 | 39                  |
| 14 | Tadej Pogačar      | 27/10/2020 | 09/11/2020 | 2                   |
| 15 | Primož Roglič      | 10/11/2020 | 19/07/2021 | 36                  |
| 16 | Tadej Pogačar      | 20/07/2021 | 13/09/2021 | 8                   |
| 17 | Wout van Aert      | 14/09/2021 | 27/09/2021 | 2                   |
| 18 | Tadej Pogačar      | 28/09/2021 | en cours   | 193 (au 03/06/2025) |

| #  | Pays             | Début      | Fin        | Semaine(s)          |
| -- | ---------------- | ---------- | ---------- | ------------------- |
| 1  | Nouvelle-Zélande | 10/01/2016 | 23/01/2016 | 2                   |
| 2  | Australie        | 24/01/2016 | 05/03/2016 | 6                   |
| 3  | Italie           | 06/03/2016 | 12/03/2016 | 1                   |
| 4  | Australie        | 13/03/2016 | 27/03/2016 | 2                   |
| 5  | Belgique         | 28/03/2016 | 30/04/2016 | 5                   |
| 6  | France           | 01/05/2016 | 25/02/2017 | 43                  |
| 7  | Belgique         | 26/02/2017 | 11/03/2017 | 2                   |
| 8  | France           | 12/03/2017 | 25/03/2017 | 2                   |
| 9  | Belgique         | 26/03/2017 | 15/10/2017 | 29                  |
| 10 | Italie           | 16/10/2017 | 22/10/2017 | 1                   |
| 11 | Belgique         | 23/10/2017 | 27/01/2018 | 14                  |
| 12 | Italie           | 28/01/2018 | 03/02/2018 | 1                   |
| 13 | Belgique         | 04/02/2018 | 10/02/2018 | 1                   |
| 14 | Italie           | 11/02/2018 | 17/02/2018 | 1                   |
| 15 | Belgique         | 18/02/2018 | 24/02/2018 | 1                   |
| 16 | Italie           | 25/02/2018 | 08/09/2018 | 28                  |
| 17 | Belgique         | 09/09/2018 | 23/03/2019 | 28                  |
| 18 | France           | 24/03/2019 | 13/04/2019 | 3                   |
| 19 | Belgique         | 14/04/2019 | 04/05/2019 | 3                   |
| 20 | France           | 05/05/2019 | 11/05/2019 | 1                   |
| 21 | Belgique         | 12/05/2019 | 25/05/2019 | 2                   |
| 22 | France           | 26/05/2019 | 15/06/2019 | 3                   |
| 23 | Belgique         | 16/06/2019 | 22/06/2019 | 1                   |
| 24 | France           | 23/06/2019 | 29/06/2019 | 1                   |
| 25 | Belgique         | 30/06/2019 | 28/07/2019 | 4                   |
| 26 | France           | 29/07/2019 | 17/08/2019 | 3                   |
| 27 | Belgique         | 18/08/2019 | 03/08/2020 | 31                  |
| 28 | Italie           | 04/08/2020 | 10/08/2020 | 1                   |
| 29 | Belgique         | 11/08/2020 | 24/08/2020 | 2                   |
| 30 | Italie           | 25/08/2020 | 21/09/2020 | 4                   |
| 31 | Slovénie         | 22/09/2020 | 09/11/2020 | 7                   |
| 32 | France           | 10/11/2020 | 22/03/2021 | 19                  |
| 33 | Slovénie         | 23/03/2021 | 05/04/2021 | 2                   |
| 34 | Belgique         | 06/04/2021 | 12/04/2021 | 1                   |
| 35 | Slovénie         | 13/04/2021 | 19/04/2021 | 1                   |
| 36 | Belgique         | 20/04/2021 | 10/05/2021 | 3                   |
| 37 | France           | 11/05/2021 | 31/05/2021 | 3                   |
| 38 | Belgique         | 01/06/2021 | 04/04/2022 | 44                  |
| 39 | Slovénie         | 05/04/2022 | 25/04/2022 | 3                   |
| 40 | Belgique         | 26/04/2022 | en cours   | 163 (au 03/06/2025) |

## Semaines passées à la tête du classement UCI
Ci-dessous, classée par nombre de semaines en tête du classement UCI, la liste des cyclistes et des pays ayant atteint la place de numéro 1 mondial :
| #   | Coureur            | Semaine no 1 |
| --- | ------------------ | ------------ |
| 1er | Tadej Pogačar      | 203          |
| 2e  | Primož Roglič      | 75           |
| 3e  | Peter Sagan        | 69           |
| 4e  | Greg Van Avermaet  | 48           |
| 5e  | Alejandro Valverde | 26           |
| 6e  | Julian Alaphilippe | 25           |
| 7e  | Christopher Froome | 14           |
| 8e  | Simon Gerrans      | 7            |
| 9e  | Jason Christie     | 2            |
| 9e  | Wout van Aert      | 2            |
| 11e | Richie Porte       | 1            |

| #   | Pays             | Semaine no 1 |
| --- | ---------------- | ------------ |
| 1er | Belgique         | 334          |
| 2e  | France           | 78           |
| 3e  | Italie           | 37           |
| 4e  | Slovénie         | 13           |
| 5e  | Australie        | 8            |
| 6e  | Nouvelle-Zélande | 2            |

## Numéro 1 en fin d'année

### Classements individuels
| Année | Numéro 1           | Numéro 2           | Numéro 3          |
| ----- | ------------------ | ------------------ | ----------------- |
| 2016  | Peter Sagan        | Christopher Froome | Greg Van Avermaet |
| 2017  | Greg Van Avermaet  | Christopher Froome | Peter Sagan       |
| 2018  | Alejandro Valverde | Simon Yates        | Elia Viviani      |
| 2019  | Primož Roglič      | Julian Alaphilippe | Jakob Fuglsang    |
| 2020  | Primož Roglič      | Tadej Pogačar      | Wout van Aert     |
| 2021  | Tadej Pogačar      | Wout van Aert      | Primož Roglič     |
| 2022  | Tadej Pogačar      | Wout van Aert      | Remco Evenepoel   |
| 2023  | Tadej Pogačar      | Jonas Vingegaard   | Remco Evenepoel   |
| 2024  | Tadej Pogačar      | Remco Evenepoel    | Jasper Philipsen  |

| Année | Numéro 1          | Numéro 2             | Numéro 3           |
| ----- | ----------------- | -------------------- | ------------------ |
| 2019  | Greg Van Avermaet | Alexander Kristoff   | Julian Alaphilippe |
| 2020  | Wout van Aert     | Mathieu van der Poel | Julian Alaphilippe |
| 2021  | Wout van Aert     | Julian Alaphilippe   | Tadej Pogačar      |
| 2022  | Wout van Aert     | Tadej Pogačar        | Arnaud De Lie      |
| 2023  | Tadej Pogačar     | Mathieu van der Poel | Wout van Aert      |
| 2024  | Tadej Pogačar     | Mathieu van der Poel | Marc Hirschi       |

| Année | Numéro 1         | Numéro 2         | Numéro 3           |
| ----- | ---------------- | ---------------- | ------------------ |
| 2019  | Primož Roglič    | Egan Bernal      | Alejandro Valverde |
| 2020  | Primož Roglič    | Tadej Pogačar    | Richie Porte       |
| 2021  | Tadej Pogačar    | Primož Roglič    | Egan Bernal        |
| 2022  | Jonas Vingegaard | Tadej Pogačar    | Remco Evenepoel    |
| 2023  | Jonas Vingegaard | Primož Roglič    | Remco Evenepoel    |
| 2024  | Tadej Pogačar    | Jonas Vingegaard | Primož Roglič      |

### Classement par équipes
| Année | Numéro 1              | Numéro 2              | Numéro 3          |
| ----- | --------------------- | --------------------- | ----------------- |
| 2019  | Deceuninck-Quick Step | Bora-Hansgrohe        | Jumbo-Visma       |
| 2020  | Jumbo-Visma           | Deceuninck-Quick Step | UAE Team Emirates |
| 2021  | Deceuninck-Quick Step | Ineos Grenadiers      | Jumbo-Visma       |
| 2022  | Jumbo-Visma           | UAE Team Emirates     | Ineos Grenadiers  |
| 2023  | UAE Team Emirates     | Jumbo-Visma           | Soudal Quick-Step |
| 2024  | UAE Team Emirates     | Visma-Lease a Bike    | Soudal Quick-Step |

### Classement par nations
| Année | Numéro 1 | Numéro 2 | Numéro 3 |
| ----- | -------- | -------- | -------- |
| 2016  | France   | Belgique | Italie   |
| 2017  | Belgique | Italie   | France   |
| 2018  | Belgique | France   | Italie   |
| 2019  | Belgique | Italie   | Pays-Bas |
| 2020  | France   | Slovénie | Belgique |
| 2021  | Belgique | Slovénie | France   |
| 2022  | Belgique | Espagne  | France   |
| 2023  | Belgique | Danemark | Slovénie |
| 2024  | Belgique | Slovénie | Espagne  |